# 长爪红花锦鸡儿
长爪红花锦鸡儿（学名：Caragana rosea var. longiunguiculata）为豆科锦鸡儿属下的一个变种。

## 扩展阅读
- 維基物種上的相關：长爪红花锦鸡儿